# Хребет Академика Обручева
Хребе́т Акаде́мика О́бручева — горный хребет на востоке Республики Тува, в центральной части Восточно-Тувинского нагорья.
Хребет Академика Обручева занимает обширное пространство между Большим и Малым Енисеем. Протяжённость хребта составляет около 250 км. Высота — до 2895 м. Хребет состоит из нескольких цепей, сложенных главным образом гранитами, кристаллическими сланцами и песчаниками. На склонах произрастают таёжные леса; на вершинах — горная тундра и каменные россыпи.
Хребет получил своё название в 1953 году решением Учёного совета Всесоюзного географического общества в честь русского геолога и исследователя Азии академика Владимира Афанасьевича Обручева в связи с его 90-летним юбилеем. До этого хребет не имел общего местного названия.
В центральной части хребта академика Обручева, на территории Тоджинского кожууна, находится Кызыл-Таштыгское полиметаллическое месторождение.